# Luc Trullemans
Luc Trullemans (Halle), is een Belgisch geograaf en weerman. Hij verwierf bekendheid door het begeleiden van uitzonderlijke ballonvluchten. 

## Biografie
Trullemans studeerde geografie aan de université libre de Bruxelles en begon als meteoroloog bij de Koninklijke Luchtmacht. In 1974 stapte hij over naar het KMI. Vanaf 1994 is Trullemans weerman voor RTL TVI. 
In 1999 was hij lid van het team dat de Breitling Orbiter 3 begeleidde in de eerste non-stopvlucht rond de wereld. Sinds 2003 was hij ook betrokken bij het Solar Impulse-project.
In 2013 kwam hij in de media na een racistische uitlating op facebook en zijn daaruit volgend ontslag.